# بید دل‌نورته
بید دل‌نورته (نام علمی: Salix delnortensis) نام یک گونه از سرده بید است.